# Semper (groupe)
Pour les articles homonymes, voir Semper.
Semper est un groupe espagnol de heavy metal, originaire de Grande Canarie. Formé en août 2007, le groupe  fait ses débuts sur scène en mars 2008.

## Histoire
Semper fait ses débuts sur scène en mars 2008. Cependant, sa naissance officielle est marquée par la nuit du 30 août 2007, date à laquelle la première et définitive union a lieu à Las Palmas de Grande Canarie. Une fois les moteurs lancés, le groupe finit par clore sa formation à Carrizal. Ses cinq membres apportent de multiples influences qui convergent vers un heavy metal qu'ils ont fait connaître avec leurs premières démos et leurs concerts continus dans toute l'île. En 2008, ils participent aux festivals Made in Santa Lucía et au premier Canarias Hard et Heavy Meeting, entre autres. En 2009, ils participent à Dorada en Vivo et au concours de groupes de la Sala Paraninfo, et enregistrent leur premier album, Sin juez ni altar, dans les studios Jesiisma.
En 2010, ils participent à des événements tels que le festival Laguna Rock, Canarias Heavy, Gomera Rock et Palencia Metal Rock. En 2013, après quelques changements dans le line-up original, ils signent avec le label Downn Music (qui travaille également avec des groupes nationaux tels que Morphium, NoDrama, etc.) et annoncent la sortie de leur premier album Alter Ego,. En 2017, le deuxième album Kháos sort chez Necromance Records,,. Ce deuxième album est une nouvelle tournure dans le son de Semper, s'éloignant du son groove metal traditionnel de l'œuvre précédente pour évoluer davantage vers des sons plus proches du deathcore, du metal progressif et du djent.

## Membres

### Membres actuels
- Gabriel Pérez - voix
- Rafael Pérez - guitare
- Conny Melefas - guitare
- Borja Miranda - batterie
- Neftalí Lorenzo - basse

### Anciens membres
- Ancor Ramirez - guitare
- Gerardo Cabrera - guitare
- Adrián Hernández - basse

## Discographie

### Albums studio
- 2013 : Alter Ego
- 2017 : Kháos

### EP
- 2010 : Sin juez ni altar